# Karadžićevo
Karadžićevo (serb. Караџићево)– wieś w Chorwacji, w żupanii vukowarsko-srijemskiej, w gminie Markušica. W 2011 roku liczyła 194 mieszkańców.